# Lacanobia achates
Lacanobia achates är en fjärilsart som beskrevs av Jacob Hübner 1827. Lacanobia achates ingår i släktet Lacanobia och familjen nattflyn. Inga underarter finns listade i Catalogue of Life.